# Михаил Фомин
Михаил Сергеевич Фомин (25 септември 1923 г., Бондюжски, Бондюжски селски съвет, Кураковска волость, Елабужки кантон, Татарска АССР, РСФСР, СССР – 7 юли 1943 г., Понировски район, Курска област) – участник във Втората световна война, артилерист на 2-ра дивизия на 159-и гвардейски Червенознаменен артилерийски полк на 75-а гвардейска стрелкова дивизия на 17-и гвардейски стрелков корпус на 13-а армия на Централния фронт, Герой на Съветския съюз, гвардейски сержант.

## Биография
М. С. Фомин е роден на 25 септември 1923 г. в село Бондюжски (Бондуга, Бондюжск) на Елабужския кантон на Татарската АССР (сега град Менделеевск в Татарстан) в работническо семейство. По националност е руснак. След като завършва гимназия, работи в завод в пожарната.
В Червената армия е от 1942 г., от същата година на фронтовете на Великата отечествена война.
Участник в отбраната на Сталинград, награден с орден „Отечествена война“ 1-ва степен.
Комсомолецът гвардейски сержант Фомин се отличава особено в боевете на Курската дъга в района на гара Понири, на северния фас на дъгата. 
На следващия ден батареята е преместена на безопасна позиция. Отклонил се германски снаряд избухва близо до оръдието и командирът Малафеев е тежко ранен, а артилеристът Фомин е убит.
С Указ на Президиума на Върховния съвет на СССР от 7 август 1943 г. за образцово изпълнение на бойните задачи на командването на фронта на борбата срещу германските нашественици и проявените при това смелост и героизъм, стрелецът на оръдието на 159-и гвардейски артилерийски полк от 75-а гвардейска дивизия, гвардейският сержант Михаил Сергеевич Фомин, е удостоен със званието Герой на Съветския съюз.
Гвардейският старшина В. А. Малафеев е награден с орден „Ленин“.
Фомин М.С. е погребан в село Нижнесмородино. Понировски район, Курска област.

## Награди
- Медал „Златна звезда“ на Героя на Съветския съюз;
- Орден на Ленин;
- Орден „Отечествена война“, 1-ва степен;
- Медал „За отбраната на Сталинград“

## Памет
- Една от улиците в град Менделеевск е кръстена на М. С. Фомин, а негов бюст е поставен на Алеята на героите.
- На негово име е кръстена пионерска дружина от училище № 1 в град Менделеевск, Татарстан.
- Една от новите улици в град Курск е с неговото име.[5]
- Негов бюст е поставен в учебния център на Сухопътните войски на Въоръжените сили на Украйна „Десна“.[6]
- В село Понири в Курска област е създаден мемориален комплекс, в който е поставена стела с името и портрета на М. С. Фомин.[7]
- В Елабужския институт на КФУ има студентска група диригенти, кръстена на М. С. Фомин „Милениум“.